# William Bonville (1er baron Bonville)
Pour les articles homonymes, voir William Bonville et Bonville.
William Bonville ou Bonneville (12 ou 31 août 1392 – 18 février 1461) est un soldat anglais de la guerre de Cent Ans et de l'ouverture de la guerre des Deux-Roses. Il est exécuté après la seconde bataille de St Albans.

## Biographie
Il succède comme baron Bonville à son grand-père William le 14 février 1408, son père John étant mort en 1396.
Adoubé par Henri V en 1417, il sert ce roi en France jusqu'en 1420. Il est nommé shérif du Devon en 1423 et officie comme recruteur de soldat dans ce comté en 1433 et 1436. 
Il est nommé sénéchal de Gascogne le 1er décembre 1442 (un remplaçant est désigné le 15 novembre 1445, mais il n'est pas certain qu'il ait dirigé la province pendant ces trois années). Il est ensuite connétable du château d'Exeter. Le 8 février 1461, il est nommé chevalier de l'Ordre de la Jarretière par Édouard d'York.
En conflit avec la Maison de Courtenay depuis 1441, il est battu le 13 décembre 1455 lors d'une escarmouche à Clyst Heath, près d'Exeter. 
Il s'allie alors avec le duc d'York Richard Plantagenêt dans le cadre de la guerre des Deux-Roses. Il combat aux côtés des Yorkistes à Northampton le 10 juillet 1460. Il sert ensuite avec Thomas Kyriell de gardien du roi Henri VI, qui est tombé aux mains des Yorkistes. À la seconde bataille de St Albans le 17 février 1461, Bonville se trouve dans le camp des perdants et est capturé alors qu'il gardait le roi Henri VI. La reine Marguerite d'Anjou fait prononcer à Édouard de Westminster, prince de Galles, le sort de Bonville et Kyriell. Édouard ordonne qu'ils soient tous deux décapités.
Son fils William et son petit-fils William avaient été tués à Wakefield le 30 décembre 1460. C'est donc son arrière-petite-fille Cécile qui hérite de ses titres.